# Musée Chabot
Pour les articles homonymes, voir Chabot.
Le musée Chabot est un musée d'art logé dans une villa reconnue comme monument national, dans le parc des Musées à Rotterdam, entre le musée Boijmans Van Beuningen et l'Institut d'architecture des Pays-Bas. Le musée est dédié à l'artiste peintre et sculpteur Hendrik Chabot
La collection du musée comprend entre autres la collection Schortemeijer d'œuvres des années 1920 et une collection de 26 œuvres de la Seconde Guerre mondiale, provenant de la collection privée de Mme Tol-Breugem.

## Histoire
Le musée est logé depuis 1993 dans une villa blanche de 1938 conçue pour C.H. Kraayeveld dans le style de la Nouvelle Objectivité par les architectes Gerrit Willem Baas (un ancien employé de Brinkman (nl) et Van der Vlugt (nl)) et Leonard Stokla, l'ancien chef de bureau de l'architecte Kromhout (nl). La villa est depuis 2000 un monument national.